# Distrito electoral de Piura
Piura es uno de los 27 distritos electorales representados en el Congreso de la República del Perú. La circunscripción elige actualmente a 7 congresistas. Sus límites corresponden a los del departamento de Piura. El sistema electoral utiliza el método D'Hondt y una representación proporcional con doble voto preferencial opcional.

## Representantes
| 1 | 4 | 5 | 1 |

| 3 | 7 | 1 |

| 1 | 1 | 5 | 4 |

| 3 | 1 | 1 | 1 |

| 2 | 3 | 1 |

| 3 | 1 | 3 |

| 1 | 1 | 5 |

| 1 | 1 | 1 | 1 | 3 |

| 1 | 2 | 3 | 1 |

## Elecciones

### Elecciones parlamentarias de 2021
| Partidos y coaliciones                                                                               | Partidos y coaliciones                    | Voto popular | Voto popular | Voto popular | Escaños | Escaños |
| Partidos y coaliciones                                                                               | Partidos y coaliciones                    | Votos        | %            | ±pp          | Total   | +/−     |
| --- | ----------------------------------------- | ------------ | ------------ | ------------ | ------- | ------- |
| | Fuerza Popular (FP)                       | 127,683      | 22.22        | +6.30        | 3       | ±0      |
| | Alianza para el Progreso (APP)            | 97,203       | 16.92        | +7.38        | 2       | +1      |
| | Somos Perú (SP)                           | 50,832       | 8.85         | +1.62        | 1       | ±0      |
| | Renovación Popular (RP)1                  | 46,611       | 8.11         | +6.47        | 1       | +1      |
| | Acción Popular (AP)                       | 41,958       | 7.30         | –2.08        | 0       | –1      |
| | Podemos Perú (PP)                         | 40,132       | 6.98         | +1.78        | 0       | ±0      |
| | Avanza País (AvP)                         | 37,671       | 6.56         | +2.83        | 0       | ±0      |
| | Juntos por el Perú (JP)                   | 32,892       | 5.72         | +0.63        | 0       | ±0      |
| | Victoria Nacional (VN)                    | 21,391       | 3.72         | Nuevo        | 0       | ±0      |
| | Partido Morado (PM)                       | 20,975       | 3.65         | –3.75        | 0       | –1      |
| | Frente Popular Agrícola del Perú (Frepap) | 16,851       | 2.93         | –1.03        | 0       | ±0      |
| | Partido Nacionalista Peruano (PNP)        | 12,706       | 2.21         | n/a          | 0       | ±0      |
| | Partido Popular Cristiano (PPC)           | 7,910        | 1.38         | –3.05        | 0       | ±0      |
| | Unión por el Perú (UPP)                   | 6,697        | 1.17         | –2.63        | 0       | ±0      |
| | Frente Amplio (FA)                        | 5,182        | 0.90         | –4.22        | 0       | ±0      |
| | Renacimiento Unido Nacional (RUNA)        | 4,722        | 0.82         | –1.10        | 0       | ±0      |
| | Democracia Directa (DD)                   | 3,187        | 0.56         | –3.30        | 0       | ±0      |
| |                                           |              |              |              |         |         |
| Total                                                                                                | Total                                     | 574,603      |              |              | 7       | ±0      |
| |                                           |              |              |              |         |         |
| Votos válidos                                                                                        | Votos válidos                             | 574,603      | 61.68        | –12.44       |         |         |
| Votos en blanco                                                                                      | Votos en blanco                           | 176,799      | 18.98        | +15.14       |         |         |
| Votos nulos                                                                                          | Votos nulos                               | 180,233      | 19.34        | –2.70        |         |         |
| Votos emitidos                                                                                       | Votos emitidos                            | 931,635      | 66.72        | –8.27        |         |         |
| Abstenciones                                                                                         | Abstenciones                              | 464,813      | 33.28        | +8.27        |         |         |
| Votantes registrados                                                                                 | Votantes registrados                      | 1,396,448    |              |              |         |         |
| |                                           |              |              |              |         |         |
| Fuente:                                                                                              |                                           |              |              |              |         |         |
| Notas al pie: 1 Comparado con los resultados de Solidaridad Nacional (SN) en las elecciones de 2020. |                                           |              |              |              |         |         |
| Notas al pie:                                                                                        |                                           |              |              |              |         |         |
| 1 Comparado con los resultados de Solidaridad Nacional (SN) en las elecciones de 2020.               |                                           |              |              |              |         |         |

### Elecciones parlamentarias de 2020
| Partidos y coaliciones | Partidos y coaliciones                    | Voto popular | Voto popular | Voto popular | Escaños | Escaños |
| Partidos y coaliciones | Partidos y coaliciones                    | Votos        | %            | ±pp          | Total   | +/−     |
| --- | ----------------------------------------- | ------------ | ------------ | ------------ | ------- | ------- |
| | Fuerza Popular (FP)                       | 120,872      | 15.92        | –34.38       | 3       | –2      |
| | Alianza para el Progreso1 (APP)           | 72,418       | 9.54         | n/a          | 1       | ±0      |
| | Acción Popular (AP)                       | 71,166       | 9.38         | +4.30        | 1       | +1      |
| | Partido Morado (PM)                       | 56,133       | 7.40         | Nuevo        | 1       | +1      |
| | Somos Perú1 (SP)                          | 54,856       | 7.23         | n/a          | 1       | +1      |
| | Podemos Perú (PP)                         | 39,448       | 5.20         | Nuevo        | 0       | ±0      |
| | Frente Amplio (FA)                        | 38,886       | 5.12         | –7.24        | 0       | –1      |
| | Juntos por el Perú (JP)                   | 38,646       | 5.09         | Nuevo        | 0       | ±0      |
| | Partido Popular Cristiano2 (PPC)          | 33,614       | 4.43         | n/a          | 0       | ±0      |
| | Frente Popular Agrícola del Perú (Frepap) | 30,092       | 3.96         | Nuevo        | 0       | ±0      |
| | Democracia Directa (DD)                   | 29,295       | 3.86         | +0.32        | 0       | ±0      |
| | Unión por el Perú3 (UPP)                  | 28,835       | 3.80         | n/a          | 0       | ±0      |
| | Avanza País (AvP)                         | 28,271       | 3.73         | Nuevo        | 0       | ±0      |
| | Perú Libre (PL)                           | 28,100       | 3.70         | Nuevo        | 0       | ±0      |
| | Partido Aprista Peruano2 (APRA)           | 21,156       | 2.79         | n/a          | 0       | ±0      |
| | Perú Patria Segura (PPS)                  | 17,554       | 2.31         | Nuevo        | 0       | ±0      |
| | Contigo4 (C)                              | 15,463       | 2.04         | –6.92        | 0       | ±0      |
| | Renacimiento Unido Nacional (RUNA)        | 14,539       | 1.92         | Nuevo        | 0       | ±0      |
| | Solidaridad Nacional3 (SN)                | 12,425       | 1.64         | n/a          | 0       | ±0      |
| | Vamos Perú2 (VP)                          | 7,272        | 0.96         | n/a          | 0       | ±0      |
| |                                           |              |              |              |         |         |
| Total | Total                                     | 759,041      |              |              | 7       | ±0      |
| |                                           |              |              |              |         |         |
| Votos válidos | Votos válidos                             | 759,041      | 74.12        | +9.29        |         |         |
| Votos en blanco | Votos en blanco                           | 39,375       | 3.84         | –10.51       |         |         |
| Votos nulos | Votos nulos                               | 225,720      | 22.04        | +1.22        |         |         |
| Votos emitidos | Votos emitidos                            | 1,024,136    | 74.99        | –7.75        |         |         |
| Abstenciones | Abstenciones                              | 341,551      | 25.01        | +7.75        |         |         |
| Votantes registrados | Votantes registrados                      | 1,365,687    |              |              |         |         |
| |                                           |              |              |              |         |         |
| Fuente: |                                           |              |              |              |         |         |
| Notas al pie: 1 Dentro de la coalición Alianza para el Progreso del Perú en las elecciones de 2016. 2 Dentro de la coalición Alianza Popular en las elecciones de 2016. 3 Dentro de la coalición Alianza Solidaridad Nacional en las elecciones de 2016 (retiraron su candidatura). 4 Comparado con los resultados de su partido antecesor Peruanos por el Kambio en las elecciones de 2016. |                                           |              |              |              |         |         |
| Notas al pie: |                                           |              |              |              |         |         |
| 1 Dentro de la coalición Alianza para el Progreso del Perú en las elecciones de 2016. 2 Dentro de la coalición Alianza Popular en las elecciones de 2016. 3 Dentro de la coalición Alianza Solidaridad Nacional en las elecciones de 2016 (retiraron su candidatura). 4 Comparado con los resultados de su partido antecesor Peruanos por el Kambio en las elecciones de 2016.               |                                           |              |              |              |         |         |

### Elecciones parlamentarias de 2016
| Partidos y coaliciones | Partidos y coaliciones                         | Voto popular | Voto popular | Voto popular | Escaños | Escaños |
| Partidos y coaliciones | Partidos y coaliciones                         | Votos        | %            | ±pp          | Total   | +/−     |
| --- | ---------------------------------------------- | ------------ | ------------ | ------------ | ------- | ------- |
| | Fuerza Popular1 (FP)                           | 341,712      | 50.30        | +21.91       | 5       | +2      |
| | Frente Amplio (FA)                             | 83,940       | 12.36        | Nuevo        | 1       | +1      |
| | Alianza para el Progreso del Perú2 (APP–RN–SP) | 70,116       | 10.32        | n/a          | 1       | +1      |
| | Peruanos por el Kambio (PPK)                   | 60,899       | 8.97         | Nuevo        | 0       | ±0      |
| | Alianza Popular3 (APRA–PPC–VP)                 | 45,341       | 6.67         | n/a          | 0       | ±0      |
| | Acción Popular4 (AP)                           | 34,526       | 5.08         | n/a          | 0       | ±0      |
| | Democracia Directa5 (DD)                       | 24,019       | 3.54         | +1.26        | 0       | ±0      |
| | Perú Posible4 (PP)                             | 9,795        | 1.44         | n/a          | 0       | –1      |
| | Frente Esperanza (FE)                          | 5,675        | 0.84         | Nuevo        | 0       | ±0      |
| | Progresando Perú (PrP)                         | 1,808        | 0.27         | Nuevo        | 0       | ±0      |
| | Orden (O)                                      | 1,501        | 0.22         | Nuevo        | 0       | ±0      |
| |                                                |              |              |              |         |         |
| Total | Total                                          | 679,332      |              |              | 7       | ±0      |
| |                                                |              |              |              |         |         |
| Votos válidos | Votos válidos                                  | 679,332      | 64.82        | –6.56        |         |         |
| Votos en blanco | Votos en blanco                                | 150,354      | 14.35        | +1.64        |         |         |
| Votos nulos | Votos nulos                                    | 218,326      | 20.83        | +4.92        |         |         |
| Votos emitidos | Votos emitidos                                 | 1,048,012    | 82.75        | –2.64        |         |         |
| Abstenciones | Abstenciones                                   | 218,545      | 17.25        | +2.64        |         |         |
| Votantes registrados | Votantes registrados                           | 1,266,557    |              |              |         |         |
| |                                                |              |              |              |         |         |
| Fuente: |                                                |              |              |              |         |         |
| Notas al pie: 1 Comparado con los resultados de su partido antecesor Fuerza 2011 en las elecciones de 2011. 2 Comparado con los resultados de Alianza para el Progreso , Restauración Nacional (ambos dentro de la coalición Alianza por el Gran Cambio ) y Somos Perú (dentro de la coalición Alianza Electoral Perú Posible ) en las elecciones de 2011. 3 Comparado con los resultados del Partido Aprista Peruano y el Partido Popular Cristiano en las elecciones de 2011. 4 Dentro de la coalición Alianza Electoral Perú Posible en las elecciones de 2011. 5 Comparado con los resultados de su partido antecesor Fonavistas del Perú en las elecciones de 2011. |                                                |              |              |              |         |         |
| Notas al pie: |                                                |              |              |              |         |         |
| 1 Comparado con los resultados de su partido antecesor Fuerza 2011 en las elecciones de 2011. 2 Comparado con los resultados de Alianza para el Progreso, Restauración Nacional (ambos dentro de la coalición Alianza por el Gran Cambio) y Somos Perú (dentro de la coalición Alianza Electoral Perú Posible) en las elecciones de 2011. 3 Comparado con los resultados del Partido Aprista Peruano y el Partido Popular Cristiano en las elecciones de 2011. 4 Dentro de la coalición Alianza Electoral Perú Posible en las elecciones de 2011. 5 Comparado con los resultados de su partido antecesor Fonavistas del Perú en las elecciones de 2011.                  |                                                |              |              |              |         |         |

### Elecciones parlamentarias de 2011
| Partidos y coaliciones | Partidos y coaliciones                       | Voto popular | Voto popular | Voto popular | Escaños | Escaños |
| Partidos y coaliciones | Partidos y coaliciones                       | Votos        | %            | ±pp          | Total   | +/−     |
| --- | -------------------------------------------- | ------------ | ------------ | ------------ | ------- | ------- |
| | Fuerza 20111 (F2011)                         | 191,571      | 28.39        | +19.69       | 3       | +3      |
| | Gana Perú2 (PNP–PS–PCP–PSR)                  | 188,984      | 28.01        | +23.80       | 3       | +3      |
| | Perú Posible3 (PP–AP–SP)                     | 90,663       | 13.44        | +1.79        | 1       | +1      |
| | Alianza por el Gran Cambio4 (APP–PPC–PHP–RN) | 56,837       | 8.42         | n/a          | 0       | ±0      |
| | Partido Aprista Peruano (APRA)               | 54,723       | 8.11         | –19.61       | 0       | –3      |
| | Solidaridad Nacional5 (SN–UPP–C90–SU–TPP)    | 53,828       | 7.98         | n/a          | 0       | –3      |
| | Fonavistas del Perú (FP)                     | 15,361       | 2.28         | Nuevo        | 0       | ±0      |
| | Cambio Radical (CR)                          | 13,321       | 1.97         | Nuevo        | 0       | ±0      |
| | Fuerza Social (FS)                           | 6,585        | 0.98         | Nuevo        | 0       | ±0      |
| | Adelante (Adelante)                          | 2,820        | 0.42         | Nuevo        | 0       | ±0      |
| |                                              |              |              |              |         |         |
| Total | Total                                        | 674,693      |              |              | 7       | +1      |
| |                                              |              |              |              |         |         |
| Votos válidos | Votos válidos                                | 674,693      | 71.38        | +3.33        |         |         |
| Votos en blanco | Votos en blanco                              | 120,148      | 12.71        | –3.41        |         |         |
| Votos nulos | Votos nulos                                  | 150,342      | 15.91        | +0.08        |         |         |
| Votos emitidos | Votos emitidos                               | 945,183      | 85.39        | –4.59        |         |         |
| Abstenciones | Abstenciones                                 | 161,735      | 14.61        | +4.59        |         |         |
| Votantes registrados | Votantes registrados                         | 1,106,918    |              |              |         |         |
| |                                              |              |              |              |         |         |
| Fuente: |                                              |              |              |              |         |         |
| Notas al pie: 1 Comparado con los resultados de la coalición Alianza por el Futuro en las elecciones de 2006. 2 Comparado con los resultados del Partido Socialista en las elecciones de 2006. 3 Comparado con los resultados del partido Perú Posible y la alianza Frente de Centro en las elecciones de 2006. 4 Comparado con los resultados del Partido Popular Cristiano (dentro de Unidad Nacional ) en las elecciones de 2006. 5 Comparado con los resultados del partido Unión por el Perú y Solidaridad Nacional (dentro de Unidad Nacional ) en las elecciones de 2006. |                                              |              |              |              |         |         |
| Notas al pie: |                                              |              |              |              |         |         |
| 1 Comparado con los resultados de la coalición Alianza por el Futuro en las elecciones de 2006. 2 Comparado con los resultados del Partido Socialista en las elecciones de 2006. 3 Comparado con los resultados del partido Perú Posible y la alianza Frente de Centro en las elecciones de 2006. 4 Comparado con los resultados del Partido Popular Cristiano (dentro de Unidad Nacional) en las elecciones de 2006. 5 Comparado con los resultados del partido Unión por el Perú y Solidaridad Nacional (dentro de Unidad Nacional) en las elecciones de 2006.                 |                                              |              |              |              |         |         |

### Elecciones parlamentarias de 2006
| Partidos y coaliciones | Partidos y coaliciones                            | Voto popular | Voto popular | Voto popular | Escaños | Escaños |
| Partidos y coaliciones | Partidos y coaliciones                            | Votos        | %            | ±pp          | Total   | +/−     |
| --- | ------------------------------------------------- | ------------ | ------------ | ------------ | ------- | ------- |
| | Partido Aprista Peruano (APRA)                    | 155,326      | 27.72        | +1.36        | 3       | ±0      |
| | Unión por el Perú (UPP)                           | 108,857      | 19.43        | +14.47       | 2       | +2      |
| | Unidad Nacional (PPC–SN–RN)                       | 72,163       | 12.88        | –1.33        | 1       | ±0      |
| | Alianza por el Futuro1 (C90–NM–SC)                | 48,727       | 8.70         | +1.75        | 0       | ±0      |
| | Frente de Centro2 (AP–SP–CNI)                     | 38,415       | 6.86         | –15.43       | 0       | –1      |
| | Perú Posible (PP)                                 | 26,855       | 4.79         | n/a          | 0       | ±0      |
| | Restauración Nacional (RN)                        | 23,733       | 4.24         | Nuevo        | 0       | ±0      |
| | Partido Socialista (PS)                           | 23,581       | 4.21         | Nuevo        | 0       | ±0      |
| | Alianza para el Progreso (APP)                    | 17,521       | 3.13         | Nuevo        | 0       | ±0      |
| | Con Fuerza Perú                                   | 6,389        | 1.14         | Nuevo        | 0       | ±0      |
| | Justicia Nacional (JN)                            | 6,169        | 1.10         | Nuevo        | 0       | ±0      |
| | Fuerza Democrática (FD)                           | 4,346        | 0.78         | Nuevo        | 0       | ±0      |
| | Avanza País - Partido de Integración Social (AvP) | 3,890        | 0.69         | Nuevo        | 0       | ±0      |
| | Movimiento Nueva Izquierda (MNI)                  | 3,678        | 0.66         | Nuevo        | 0       | ±0      |
| | Frente Independiente Moralizador (FIM)            | 3,420        | 0.61         | –13.09       | 0       | –1      |
| | Renacimiento Andino (RA)                          | 2,760        | 0.49         | –2.99        | 0       | ±0      |
| | Progresemos Perú                                  | 2,701        | 0.48         | Nuevo        | 0       | ±0      |
| | Concertación Descentralista (PDS–MHP)             | 2,585        | 0.46         | Nuevo        | 0       | ±0      |
| | Proyecto País (PrP)                               | 2,225        | 0.40         | –1.88        | 0       | ±0      |
| | Frente Popular Agrícola del Perú (Frepap)         | 2,170        | 0.39         | –3.19        | 0       | ±0      |
| | Y se llama Perú                                   | 2,129        | 0.38         | Nuevo        | 0       | ±0      |
| | Resurgimiento Peruano                             | 1,554        | 0.28         | Nuevo        | 0       | ±0      |
| | Perú Ahora                                        | 1,070        | 0.19         | Nuevo        | 0       | ±0      |
| |                                                   |              |              |              |         |         |
| Total | Total                                             | 560,264      |              |              | 6       | ±0      |
| |                                                   |              |              |              |         |         |
| Votos válidos | Votos válidos                                     | 560,264      | 68.05        | +0.44        |         |         |
| Votos en blanco | Votos en blanco                                   | 132,721      | 16.12        | –5.35        |         |         |
| Votos nulos | Votos nulos                                       | 130,288      | 15.83        | +4.91        |         |         |
| Votos emitidos | Votos emitidos                                    | 823,273      | 89.98        | +7.55        |         |         |
| Abstenciones | Abstenciones                                      | 91,639       | 10.02        | –7.55        |         |         |
| Votantes registrados | Votantes registrados                              | 914,912      |              |              |         |         |
| |                                                   |              |              |              |         |         |
| Fuente: |                                                   |              |              |              |         |         |
| Notas al pie: 1 Comparado con los resultados de los partidos Cambio 90 – Nueva Mayoría y Solución Popular ( Sí Cumple ) en las elecciones de 2001. 2 Comparado con los resultados de los partidos Acción Popular y Somos Perú en las elecciones de 2001. |                                                   |              |              |              |         |         |
| Notas al pie: |                                                   |              |              |              |         |         |
| 1 Comparado con los resultados de los partidos Cambio 90–Nueva Mayoría y Solución Popular (Sí Cumple) en las elecciones de 2001. 2 Comparado con los resultados de los partidos Acción Popular y Somos Perú en las elecciones de 2001.                   |                                                   |              |              |              |         |         |

### Elecciones parlamentarias de 2001
| Partidos y coaliciones | Partidos y coaliciones                    | Voto popular | Voto popular | Voto popular | Escaños | Escaños |
| Partidos y coaliciones | Partidos y coaliciones                    | Votos        | %            | ±pp          | Total   | +/−     |
| ---------------------- | ----------------------------------------- | ------------ | ------------ | ------------ | ------- | ------- |
|                        | Partido Aprista Peruano (APRA)            | 119,929      | 26.36        | n/a          | 3       | n/a     |
|                        | Somos Perú (SP)                           | 65,040       | 14.30        | n/a          | 1       | n/a     |
|                        | Unidad Nacional (PPC–SN–RN–CR)            | 64,648       | 14.21        | n/a          | 1       | n/a     |
|                        | Frente Independiente Moralizador (FIM)    | 62,340       | 13.70        | n/a          | 1       | n/a     |
|                        | Acción Popular (AP)                       | 36,327       | 7.99         | n/a          | 0       | n/a     |
|                        | Solución Popular (SoP)                    | 22,760       | 5.00         | n/a          | 0       | n/a     |
|                        | Unión por el Perú (UPP)                   | 22,564       | 4.96         | n/a          | 0       | n/a     |
|                        | Frente Popular Agrícola del Perú (Frepap) | 16,300       | 3.58         | n/a          | 0       | n/a     |
|                        | Renacimiento Andino (RA)                  | 15,848       | 3.48         | n/a          | 0       | n/a     |
|                        | Proyecto País (PrP)                       | 10,351       | 2.28         | n/a          | 0       | n/a     |
|                        | Todos por la Victoria (TpV)               | 9,960        | 2.19         | n/a          | 0       | n/a     |
|                        | Cambio 90–Nueva Mayoría (C90–NM)          | 8,859        | 1.95         | n/a          | 0       | n/a     |
|                        |                                           |              |              |              |         |         |
| Total                  | Total                                     | 454,926      |              |              | 6       | n/a     |
|                        |                                           |              |              |              |         |         |
| Votos válidos          | Votos válidos                             | 454,926      | 67.61        | n/a          |         |         |
| Votos en blanco        | Votos en blanco                           | 144,482      | 21.47        | n/a          |         |         |
| Votos nulos            | Votos nulos                               | 73,491       | 10.92        | n/a          |         |         |
| Votos emitidos         | Votos emitidos                            | 672,899      | 82.43        | n/a          |         |         |
| Abstenciones           | Abstenciones                              | 143,415      | 17.57        | n/a          |         |         |
| Votantes registrados   | Votantes registrados                      | 816,314      |              |              |         |         |
|                        |                                           |              |              |              |         |         |
| Fuente:                |                                           |              |              |              |         |         |

### Elecciones parlamentarias de 2000
Elecciones parlamentarias en distrito electoral nacional único

### Elecciones parlamentarias de 1995
Elecciones parlamentarias en distrito electoral nacional único

### Elecciones parlamentarias de 1990
| Partidos y coaliciones | Partidos y coaliciones                                     | Voto popular | Voto popular | Voto popular | Escaños | Escaños |
| Partidos y coaliciones | Partidos y coaliciones                                     | Votos        | %            | ±pp          | Total   | +/−     |
| --- | ---------------------------------------------------------- | ------------ | ------------ | ------------ | ------- | ------- |
| | Partido Aprista Peruano (APRA)                             | 94,111       | 35.94        | –16.73       | 5       | –2      |
| | Frente Democrático1 (Movimiento Libertad–PPC–AP)           | 85,860       | 32.78        | n/a          | 4       | +3      |
| | Izquierda Unida (IU)                                       | 36,420       | 13.91        | –11.29       | 1       | –2      |
| | Izquierda Socialista (IS)                                  | 26,523       | 10.13        | Nuevo        | 1       | +1      |
| | Movimiento Independiente En Acción                         | 12,614       | 4.82         | Nuevo        | 0       | ±0      |
| | Unión Cívica Independiente                                 | 2,389        | 0.91         | Nuevo        | 0       | ±0      |
| | Frente Nacional de Trabajadores y Campesinos2 (Frenatraca) | 1,273        | 0.49         | +0.23        | 0       | ±0      |
| | Movimiento de Bases Hayistas3 (MBH)                        | 985          | 0.38         | n/a          | 0       | ±0      |
| | Movimiento Renovación Popular                              | 772          | 0.30         | Nuevo        | 0       | ±0      |
| | Unión Democrática                                          | 567          | 0.22         | Nuevo        | 0       | ±0      |
| | Frente Popular Agrícola del Perú (Frepap)                  | 379          | 0.15         | Nuevo        | 0       | ±0      |
| |                                                            |              |              |              |         |         |
| Total | Total                                                      | 261,893      |              |              | 11      | ±0      |
| |                                                            |              |              |              |         |         |
| Votos válidos | Votos válidos                                              | 261,893      | 100.00       | +7.35        |         |         |
| Votos en blanco | Votos en blanco                                            | 0            | 0.00         | –3.32        |         |         |
| Votos nulos | Votos nulos                                                | 0            | 0.00         | –4.03        |         |         |
| Votos emitidos | Votos emitidos                                             | 261,893      | n/d          | n/a          |         |         |
| Abstenciones | Abstenciones                                               | n/d          | n/d          | n/a          |         |         |
| Votantes registrados | Votantes registrados                                       | n/d          |              |              |         |         |
| |                                                            |              |              |              |         |         |
| Fuente: |                                                            |              |              |              |         |         |
| Notas al pie: 1 Comparado con los resultados del Partido Popular Cristiano (dentro de la coalición Convergencia Democrática ) y Acción Popular en las elecciones de 1985. 2 Comparado con los resultados de Izquierda Nacionalista (IN) en las elecciones de 1985. 3 Dentro de la coalición Convergencia Democrática (CODE) en las elecciones de 1980. |                                                            |              |              |              |         |         |
| Notas al pie: |                                                            |              |              |              |         |         |
| 1 Comparado con los resultados del Partido Popular Cristiano (dentro de la coalición Convergencia Democrática) y Acción Popular en las elecciones de 1985. 2 Comparado con los resultados de Izquierda Nacionalista (IN) en las elecciones de 1985. 3 Dentro de la coalición Convergencia Democrática (CODE) en las elecciones de 1980.                |                                                            |              |              |              |         |         |

### Elecciones parlamentarias de 1985
| Partidos y coaliciones | Partidos y coaliciones                                    | Voto popular | Voto popular | Voto popular | Escaños | Escaños |
| Partidos y coaliciones | Partidos y coaliciones                                    | Votos        | %            | ±pp          | Total   | +/−     |
| --- | --------------------------------------------------------- | ------------ | ------------ | ------------ | ------- | ------- |
| | Partido Aprista Peruano (APRA)                            | 155,679      | 52.67        | +25.25       | 7       | +3      |
| | Izquierda Unida1 (UNIR–UDP–PRT–UI–FOCEP–APS)              | 74,489       | 25.20        | +4.86        | 3       | +2      |
| | Acción Popular (AP)                                       | 33,257       | 11.25        | –23.63       | 1       | –4      |
| | Convergencia Democrática2 (PPC–MBH)                       | 18,141       | 6.14         | –0.80        | 0       | –1      |
| | Partido Socialista del Perú (PSP)                         | 6,732        | 2.28         | –0.29        | 0       | ±0      |
| | Movimiento Cívico Nacional 7 de Junio (M7J)               | 1,658        | 0.56         | Nuevo        | 0       | ±0      |
| | Frente Democrático de Unidad Nacional (FUN)               | 1,483        | 0.50         | Nuevo        | 0       | ±0      |
| | Partido de Avanzada Nacional (PAN)                        | 1,300        | 0.44         | Nuevo        | 0       | ±0      |
| | Lista Independiente Movimiento Revolucionario Velasquista | 979          | 0.33         | Nuevo        | 0       | ±0      |
| | Partido Socialista de los Trabajadores (PST)              | 920          | 0.31         | Nuevo        | 0       | ±0      |
| | Izquierda Nacionalista3 (IN)                              | 764          | 0.26         | –0.59        | 0       | ±0      |
| | Lista Independiente Lista Diputados Piura                 | 179          | 0.06         | Nuevo        | 0       | ±0      |
| |                                                           |              |              |              |         |         |
| Total | Total                                                     | 295,581      |              |              | 11      | ±0      |
| |                                                           |              |              |              |         |         |
| Votos válidos | Votos válidos                                             | 295,581      | 92.65        | +19.58       |         |         |
| Votos en blanco | Votos en blanco                                           | 10,606       | 3.32         | –7.06        |         |         |
| Votos nulos | Votos nulos                                               | 12,853       | 4.03         | –12.52       |         |         |
| Votos emitidos | Votos emitidos                                            | 319,040      | 73.95        | n/a          |         |         |
| Abstenciones | Abstenciones                                              | 112,389      | 26.05        | n/a          |         |         |
| Votantes registrados | Votantes registrados                                      | 431,429      |              |              |         |         |
| |                                                           |              |              |              |         |         |
| Fuente: |                                                           |              |              |              |         |         |
| Notas al pie: 1 Comparado con los resultados de los partidos Unión de Izquierda Revolucionaria (PCP-PR–PCR–VR–FLN), Unidad Democrático Popular (UDP), Partido Revolucionario de los Trabajadores (PRT), Unidad de Izquierda (UI), el Frente Obrero Campesino Estudiantil y Popular (FOCEP) y Acción Política Socialista (APS) en las elecciones de 1980. 2 Comparado con los resultados del Partido Popular Cristiano (PPC) en las elecciones de 1980. 3 Comparado con los resultados del Frente Nacional de Trabajadores y Campesinos (Frenatraca) en las elecciones de 1980. |                                                           |              |              |              |         |         |
| Notas al pie: |                                                           |              |              |              |         |         |
| 1 Comparado con los resultados de los partidos Unión de Izquierda Revolucionaria (PCP-PR–PCR–VR–FLN), Unidad Democrático Popular (UDP), Partido Revolucionario de los Trabajadores (PRT), Unidad de Izquierda (UI), el Frente Obrero Campesino Estudiantil y Popular (FOCEP) y Acción Política Socialista (APS) en las elecciones de 1980. 2 Comparado con los resultados del Partido Popular Cristiano (PPC) en las elecciones de 1980. 3 Comparado con los resultados del Frente Nacional de Trabajadores y Campesinos (Frenatraca) en las elecciones de 1980.               |                                                           |              |              |              |         |         |

### Elecciones parlamentarias de 1980
| Partidos y coaliciones | Partidos y coaliciones                                    | Voto popular | Voto popular | Voto popular | Escaños | Escaños |
| Partidos y coaliciones | Partidos y coaliciones                                    | Votos        | %            | ±pp          | Total   | +/−     |
| ---------------------- | --------------------------------------------------------- | ------------ | ------------ | ------------ | ------- | ------- |
|                        | Acción Popular (AP)                                       | 69,041       | 34.88        | n/a          | 5       | n/a     |
|                        | Partido Aprista Peruano (APRA)                            | 54,268       | 27.42        | n/a          | 4       | n/a     |
|                        | Unidad Democrático Popular (UDP)                          | 24,881       | 12.57        | n/a          | 1       | n/a     |
|                        | Partido Popular Cristiano (PPC)                           | 13,742       | 6.94         | n/a          | 1       | n/a     |
|                        | Partido Socialista del Perú (PSP)                         | 5,080        | 2.57         | n/a          | 0       | n/a     |
|                        | Unión de Izquierda Revolucionaria (PCP-PR–PCR–VR–FLN)     | 4,891        | 2.47         | n/a          | 0       | n/a     |
|                        | Organización Política de la Revolución Peruana (OPRP)     | 4,549        | 2.30         | n/a          | 0       | n/a     |
|                        | Partido Revolucionario de los Trabajadores (PRT)          | 3,363        | 1.70         | n/a          | 0       | n/a     |
|                        | Unidad de Izquierda (UI)                                  | 3,129        | 1.58         | n/a          | 0       | n/a     |
|                        | Acción Política Socialista (APS)                          | 2,060        | 1.04         | n/a          | 0       | n/a     |
|                        | Frente Obrero Campesino Estudiantil y Popular (FOCEP)     | 1,939        | 0.98         | n/a          | 0       | n/a     |
|                        | Frente Nacional de Trabajadores y Campesinos (Frenatraca) | 1,672        | 0.85         | n/a          | 0       | n/a     |
|                        | Movimiento Popular de Acción e Integración Social (MPAIS) | 1,317        | 0.67         | n/a          | 0       | n/a     |
|                        | Unión Nacional Odriísta (UNO)                             | 1,214        | 0.61         | n/a          | 0       | n/a     |
|                        | Movimiento Democrático Peruano (MDP)                      | 772          | 0.39         | n/a          | 0       | n/a     |
|                        |                                                           |              |              |              |         |         |
| Total                  | Total                                                     | 191,918      |              |              | 11      | n/a     |
|                        |                                                           |              |              |              |         |         |
| Votos válidos          | Votos válidos                                             | 191,918      | 73.07        | n/a          |         |         |
| Votos en blanco        | Votos en blanco                                           | 27,267       | 10.38        | n/a          |         |         |
| Votos nulos            | Votos nulos                                               | 43,473       | 16.55        | n/a          |         |         |
| Votos emitidos         | Votos emitidos                                            | 262,658      | n/d          | n/a          |         |         |
| Abstenciones           | Abstenciones                                              | n/d          | n/d          | n/a          |         |         |
| Votantes registrados   | Votantes registrados                                      | n/d          |              |              |         |         |
|                        |                                                           |              |              |              |         |         |
| Fuente:                |                                                           |              |              |              |         |         |